# Masoga bipuncta
Masoga bipuncta là một loài bướm đêm trong họ Noctuidae.